# Okrug Yavapai, Arizona
Yavapai, Okrug u središnjoj Arizoni, 21,051 km² (8,128 mi²), 167,517 stanovnika (2000.), okružno središte Prescott. 

## Povijest
Yavapai okrug svoje ime dobiva po plemenu Yavapai, i bio je jedan od četiri izvorna okruga nastala 1864. na teritoriju Arizone. Na njegovom izvornom području kasnije su stvorena još 4 druga okruga, to su Gila, Maricopa, Coconino i Apache, a od ovog posljednjeg izdvojio se okrug Navajo. 

## Zemljopis
Klima okruga Yavapai preko cijele godine je blaga, a surova i spektakularno lijepa priroda neodoljiva je za posjet mnogih turista. Ovdje se nalazi cijeli niz parkova i spomenika prirode. Nacionalna šuma Coconino, borovom šumom prekriveni platoi odsječeni dubokim kanjonima, što na jugu graniči s Mogollon Rimom, kraj je privlačan ribičima na nekoliko jezera i potoka, kao i ljubiteljima jahanja i prirode. Ovdje se nalaze visoke litice i vrleti od pješčenjaka i vapnenca, i duboki kanjoni Oak Creek Canyon i Red Rock sa strukturama nazupčanih kamenih brda, poznatih kao buttes, i šiljastih tornjeva pinnancles, karakterističnih području Monument Valleya, i zaravnjenih mesa. -U okrugu Yavapai nalaze se još Verde Canyon Railroad, zapadno od Sedone; Tonto National Forest; Red Rock State Park; Grand Canyon Caverns, zapadno od Seligmana u kojima su pronađeni fosilni ostaci davno izumrlih životinja; te nacionalni spomenik Agua Fria, i niz drugih zanimljivosti. 

## Gradovi i naselja
Arcosanti, Ash Fork, Bagdad, Black Canyon City, Bumble Bee, Camp Verde, Chino Valley, Clarkdale, Clemenceau, Congress, Cornville, Cottonwood, Crown King, Dewey, Humboldt, Iron Springs, Jerome, Kirkland, Lake Montezuma, Mayer, McGuireville, Octave, Page Springs, Paulden, Prescott (okružno središte), Prescott Valley, Rimrock, Sedona, Seligman, Skull Valley, Tapco i Yarnell. 

## Vanjske poveznice
- Yavapai County